# Lajše (gmina Železniki)
Lajše – wieś w Słowenii, w gminie Železniki. W 2018 roku liczyła 112 mieszkańców.